# Addio ultimo uomo
Addio ultimo uomo è un film del 1978 diretto da Angelo e Alfredo Castiglioni.

## Trama
Uno sguardo alle tradizioni tribali e ancestrali che rischiano di scomparire. Si tratta di scene raccolte nell'Africa centrale delle varie tribù che vanno sotto il nome di Nuba in Sudan, degli Shilluc e dei Kapsiky, i quali vivono tra Camerun e Nigeria, che mostrano riti come i tatuaggi, riti amorosi, danze erotiche, il culto del fallo, funerali, lotte tra guerrieri ed altro.

## Musiche
- Why/Qua qua qua